# Ecossistema de água doce

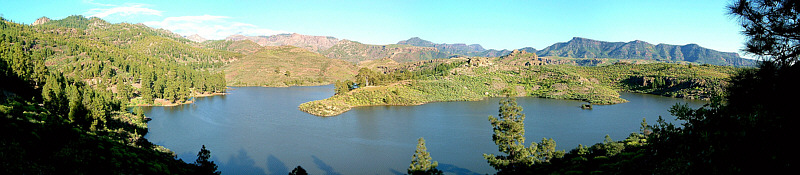
Ecossistema de água doce.

Os ecossistemas de água doce são um subconjunto dos ecossistemas aquáticos da Terra que incluem as comunidades biológicas que habitam os corpos d'água de água doce, como lagos, lagoas, rios, córregos, nascentes, pântanos e zonas úmidas. Eles podem ser comparados aos ecossistemas marinhos, que têm uma salinidade muito maior. Os habitats de água doce podem ser classificados por diferentes fatores, incluindo temperatura, penetração de luz, nutrientes e vegetação.
Há três tipos básicos de ecossistemas de água doce: lênticos (água de movimento lento, incluindo lagoas e lagos), lóticos (água de movimento mais rápido, por exemplo, riachos e rios) e zonas úmidas (áreas semiaquáticas em que o solo está saturado ou inundado por pelo menos parte do tempo). Os ecossistemas de água doce contêm 41% das espécies de peixes conhecidas no mundo.
Os ecossistemas de água doce passaram por transformações substanciais ao longo do tempo, o que afetou várias características dos ecossistemas. As tentativas originais de entender e monitorar os ecossistemas de água doce foram estimuladas por ameaças à saúde humana (por exemplo, surtos de cólera devido à contaminação de águas residuais). O monitoramento inicial concentrou-se em indicadores químicos, depois em bactérias e, por fim, em algas, fungos e protozoários. Um novo tipo de monitoramento envolve a quantificação de diferentes grupos de organismos (invertebrados, plantas aquáticas e peixes) e a medição das condições do curso d'água associadas a eles.
As ameaças à biodiversidade da água doce incluem a sobre-exploração, a poluição da água, a modificação do fluxo, a destruição do habitat e a invasão por espécies exóticas. A mudança climática está exercendo mais pressão sobre esses ecossistemas, pois as temperaturas da água já aumentaram cerca de 1 °C e houve reduções significativas na cobertura de gelo, o que causou estresses subsequentes no ecossistema.

## Tipos
Há três tipos básicos de ecossistemas de água doce: lênticos (água de movimento lento, incluindo lagoas e lagos), lóticos (água de movimento mais rápido, por exemplo, riachos e rios) e zonas úmidas (áreas em que o solo está saturado ou inundado por pelo menos parte do tempo). A limnologia (e seu ramo, a  biologia de água doce) é um estudo sobre os ecossistemas de água doce.

### Ecossistemas lênticos

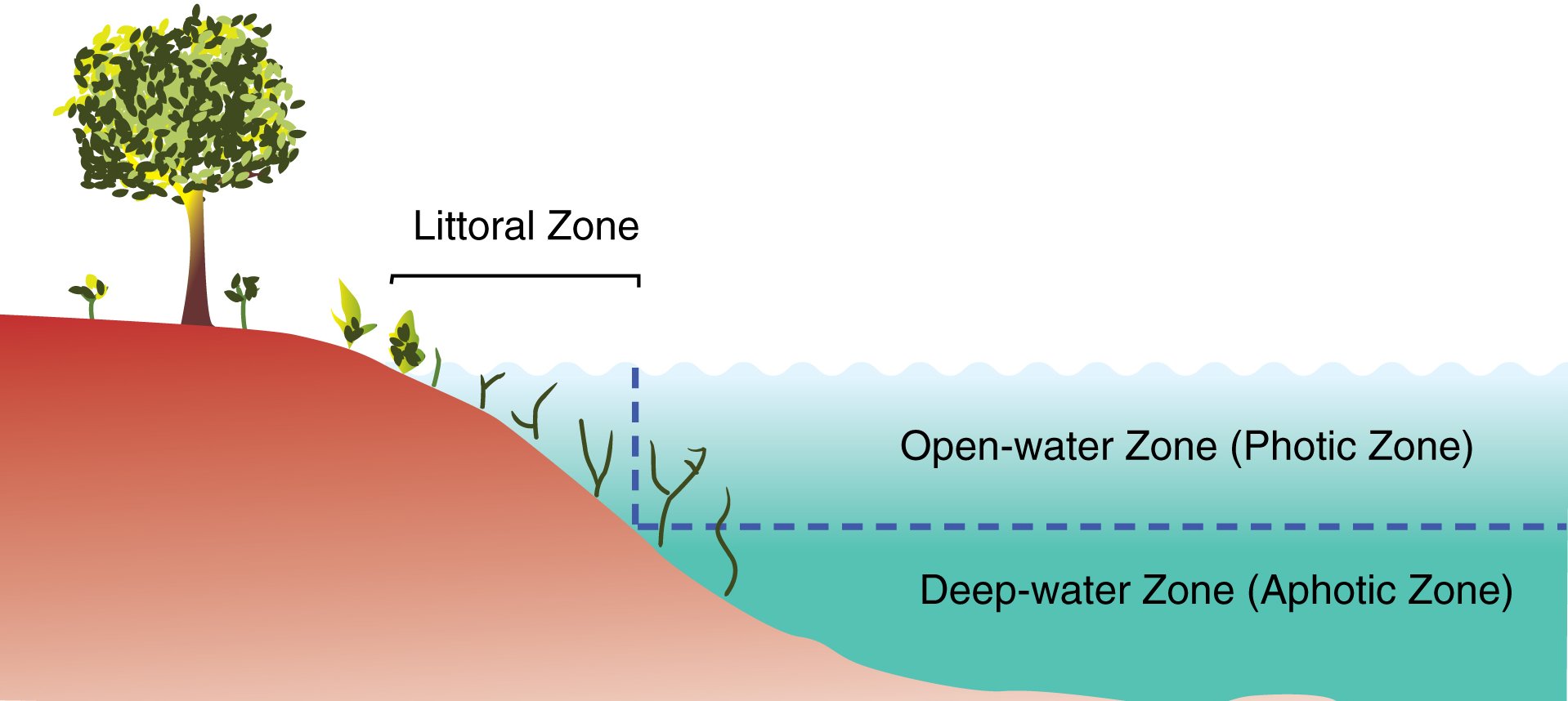
As três zonas primárias de um lago

Um ecossistema lacustre inclui plantas, animais e microrganismos bióticos (vivos), bem como interações físicas e químicas abióticas (não vivas). Os ecossistemas lacustres são um excelente exemplo de ecossistemas lênticos (lêntico refere-se a água doce parada ou relativamente imóvel, do latim lentus, que significa “lento”), que incluem lagoas, lagos e zonas úmidas. Os ecossistemas lênticos podem ser comparados aos ecossistemas lóticos, que envolvem águas terrestres correntes, como rios e córregos. Juntos, esses dois ecossistemas são exemplos de ecossistemas de água doce.
Os sistemas lênticos são diversos, variando desde uma pequena lagoa temporária de água da chuva com poucos centímetros de profundidade até o Lago Baical, que tem uma profundidade máxima de 1.642 m. A distinção geral entre lagoas e lagos é vaga, mas Brown afirma que as lagoas têm toda a superfície do fundo exposta à luz, enquanto os lagos não. Além disso, alguns lagos se tornam sazonalmente estratificados. As lagoas têm duas regiões: a zona pelágica de águas abertas e a zona bentônica, que compreende as regiões do fundo e da margem. Como os lagos têm regiões de fundo profundo não expostas à luz, esses sistemas têm uma zona adicional, a profunda. Essas três áreas podem ter condições abióticas muito diferentes e, portanto, hospedar espécies que são especificamente adaptadas para viver nelas.

### Ecossistemas lóticos

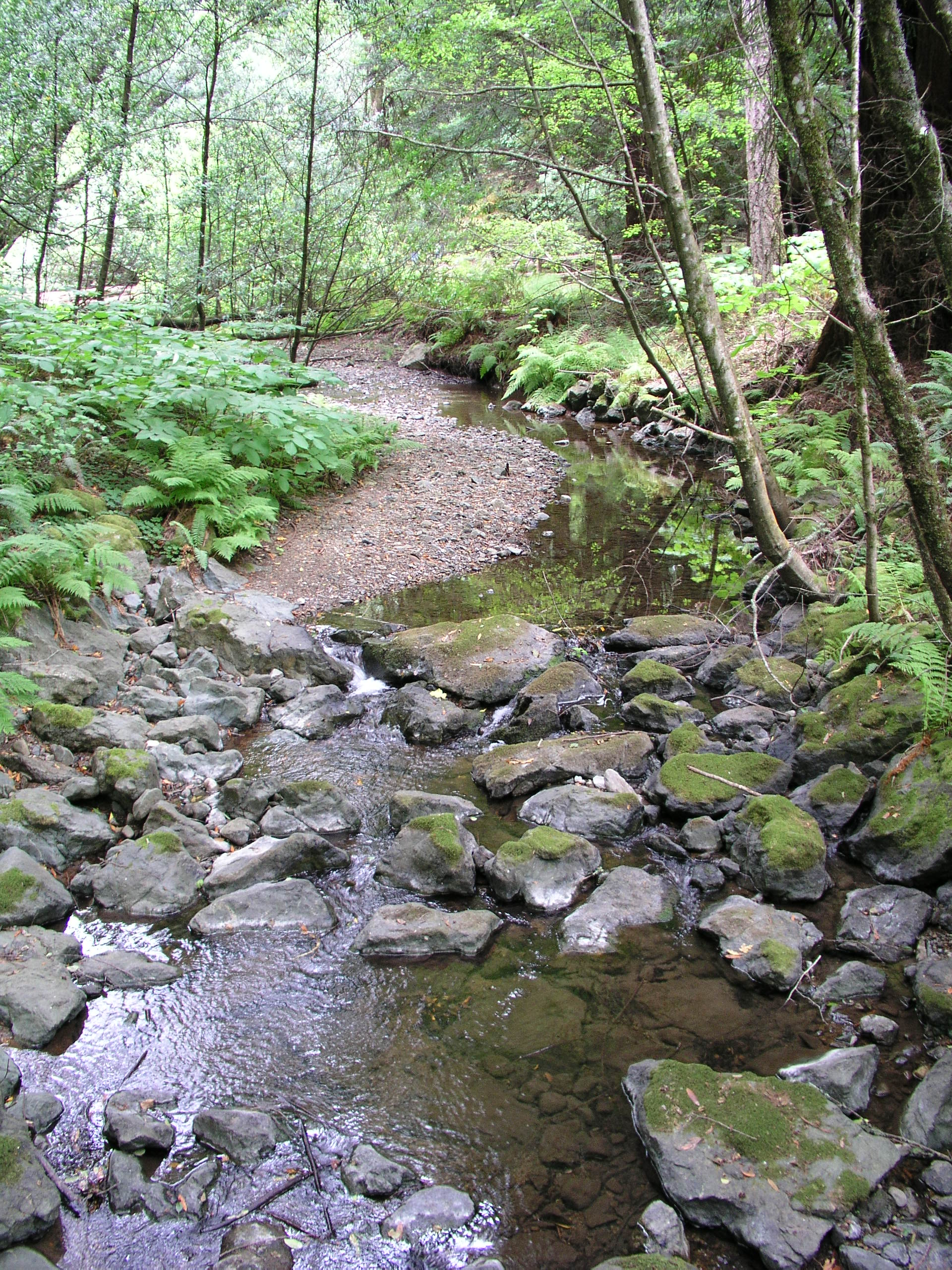
Esse córrego, operando em conjunto com seu ambiente, pode ser considerado como um ecossistema fluvial.

Os ecossistemas fluviais são águas correntes que drenam a paisagem e incluem as interações bióticas (vivas) entre plantas, animais e microrganismos, bem como as interações físicas e químicas abióticas (não vivas) de suas muitas partes. Os ecossistemas fluviais fazem parte de redes de bacias hidrográficas ou bacias de captação maiores, nas quais córregos de cabeceira menores drenam para córregos de tamanho médio, que progressivamente drenam para redes fluviais maiores. As principais zonas nos ecossistemas fluviais são determinadas pelo gradiente do leito do rio ou pela velocidade da correnteza. A água turbulenta, que se move mais rapidamente, normalmente contém maiores concentrações de oxigênio dissolvido, o que sustenta uma maior biodiversidade do que a água lenta das lagoas. Essas distinções formam a base para a divisão dos rios em rios de planalto e de planície.
A base alimentar dos córregos dentro das florestas ribeirinhas é derivada principalmente das árvores, mas os córregos mais largos e aqueles que não têm dossel derivam a maior parte de sua base alimentar das algas. Os peixes anádromos também são uma importante fonte de nutrientes. As ameaças ambientais aos rios incluem perda de água, represas, poluição química e espécies introduzidas. Uma represa produz efeitos negativos que continuam na bacia hidrográfica. Os efeitos negativos mais importantes são a redução das inundações de primavera, que danificam as zonas úmidas, e a retenção de sedimentos, que leva à perda de zonas úmidas deltaicas.
Os ecossistemas fluviais são os principais exemplos de ecossistemas lóticos. Lótico refere-se à água corrente, do latim lotus, que significa lavado. As águas lóticas variam de nascentes com apenas alguns centímetros de largura a grandes rios com quilômetros de largura. Os ecossistemas lóticos podem ser comparados aos ecossistemas lênticos, que envolvem águas terrestres relativamente paradas, como lagos, lagoas e zonas úmidas. Juntos, esses dois ecossistemas formam a área de estudo mais geral da ecologia aquática ou de água doce.

### Zonas úmidas
Uma zona úmida é um ecossistema semiaquático distinto cujas coberturas de solo são inundadas ou saturadas de água, seja permanentemente, por anos ou décadas, ou apenas sazonalmente. A inundação resulta em processos pobres em oxigênio (anóxicos), especialmente nos solos. Os pântanos formam uma zona de transição entre os corpos d'água e as terras secas e são diferentes de outros ecossistemas terrestres ou aquáticos porque as raízes da vegetação se adaptaram a solos alagados pobres em oxigênio. Elas são consideradas um dos ecossistemas com maior biodiversidade, servindo de habitat para uma ampla gama de plantas e animais aquáticos e semiaquáticos, com qualidade de água frequentemente melhorada devido à remoção de nutrientes em excesso, como nitratos e fósforo, pelas plantas.
Existem zonas úmidas em todos os continentes, exceto na Antártida. A água das zonas úmidas é doce, salobra ou salgada. Os principais tipos de zonas úmidas são definidos com base nas plantas dominantes e na fonte de água. Por exemplo, os pântanos são zonas úmidas dominadas por vegetação herbácea emergente, como plantas do gênero Typha e da família Cyperaceae. Os pântanos são dominados por vegetação lenhosa, como árvores e arbustos (embora os canaviais na Europa sejam dominados por juncos, não por árvores). As florestas de mangue são áreas úmidas com mangues, plantas lenhosas halófitas que evoluíram para tolerar água salgada.
Exemplos de zonas úmidas classificadas pelas fontes de água incluem marismas, onde a fonte de água são as marés oceânicas; estuários, onde a fonte de água é a mistura de marés e águas fluviais; planícies de inundação, onde a fonte de água é o excesso de água de rios ou lagos transbordados; e pântanos e lagoas vernais [en], onde a fonte de água é a chuva ou água de degelo. As maiores áreas úmidas do mundo incluem a bacia do Rio Amazonas, a Planície da Sibéria Ocidental [en], o Pantanal na América do Sul, e os Sundarbans no delta do Ganges-Brahmaputra.

## Ameaças

### Biodiversidade
Cinco ameaças amplas à biodiversidade da água doce incluem a sobre-exploração, a poluição da água, a modificação do fluxo, a destruição do habitat e a invasão por espécies exóticas. As tendências recentes de extinção podem ser atribuídas, em grande parte, à sedimentação, à fragmentação dos córregos, aos poluentes químicos e orgânicos, às represas e às espécies invasoras. Os estresses químicos comuns sobre a saúde do ecossistema [en] de água doce incluem a acidificação, a eutrofização e a contaminação por cobre e pesticidas.
A biodiversidade da água doce enfrenta muitas ameaças. O Índice Planeta Vivo [en] do World Wide Fund for Nature observou um declínio de 83% nas populações de vertebrados de água doce entre 1970 e 2014. Esses declínios continuam a superar os declínios contemporâneos em sistemas marinhos ou terrestres. As causas desses declínios estão relacionadas a:
- Um clima em rápida mudança

- Comércio on-line de vida selvagem e espécies invasoras

- Doenças infecciosas

- Proliferação de algas nocivas

- Represamento de energia hidráulica e fragmentação de metade dos rios do mundo

- Contaminantes emergentes, como hormônios

- Nanomateriais projetados

- Poluição por microplásticos

- Interferência de luz e ruído

- Águas doces costeiras mais salgadas devido ao aumento do nível do mar

- Concentrações de cálcio abaixo das necessidades de alguns organismos de água doce

- Os efeitos aditivos - e possivelmente sinérgicos - dessas ameaças

### Espécies invasoras
As plantas e os animais invasores são um grande problema para os ecossistemas de água doce, em muitos casos superando as espécies nativas e alterando as condições da água. As espécies introduzidas são especialmente devastadoras para os ecossistemas que abrigam espécies em perigo de extinção. Um exemplo disso é a carpa asiática, que compete com o peixe-espátula no rio Mississippi. As causas comuns de espécies invasoras em ecossistemas de água doce incluem a liberação de aquários, a introdução para pesca desportiva e a introdução para uso como peixe alimentício.

### Extinção da fauna de água doce
Mais de 123 espécies de fauna de água doce foram extintas na América do Norte desde 1900. Entre as espécies de água doce da América do Norte, estima-se que 48,5% dos mexilhões, 22,8% dos gastrópodes, 32,7% dos lagostins, 25,9% dos anfíbios e 21,2% dos peixes estejam em perigo ou ameaçados. As taxas de extinção de muitas espécies podem aumentar muito no próximo século devido a espécies invasoras, perda de espécies-chave e espécies que já estão funcionalmente extintas (por exemplo, espécies que não se reproduzem). Mesmo usando estimativas conservadoras, as taxas de extinção de peixes de água doce na América do Norte são 877 vezes maiores do que as taxas de extinção de referência (1 em 3.000.000 de anos). As taxas de extinção projetadas para animais de água doce são cerca de cinco vezes maiores do que para animais terrestres e são comparáveis às taxas para comunidades de florestas tropicais. Dado o estado terrível da biodiversidade de água doce, uma equipe de cientistas e profissionais de todo o mundo elaborou recentemente um plano de ação de emergência para tentar restaurar a biodiversidade de água doce.
As técnicas atuais de biomonitoramento de água doce concentram-se principalmente na estrutura da comunidade, mas alguns programas medem indicadores funcionais, como demanda bioquímica (ou biológica) de oxigênio, demanda de oxigênio nos sedimentos e oxigênio dissolvido. A estrutura da comunidade de macroinvertebrados é comumente monitorada devido à taxonomia diversificada, facilidade de coleta, sensibilidade a uma série de fatores de estresse e valor geral para o ecossistema. Além disso, a estrutura da comunidade de algas (geralmente usando diatomáceas) é medida em programas de biomonitoramento. As algas também são taxonomicamente diversas, facilmente coletadas, sensíveis a uma série de fatores de estresse e, em geral, valiosas para o ecossistema. As algas crescem muito rapidamente e as comunidades podem representar mudanças rápidas nas condições ambientais.
Além da estrutura da comunidade, as respostas aos estressores de água doce são investigadas por estudos experimentais que medem as mudanças comportamentais dos organismos, as taxas alteradas de crescimento, reprodução ou mortalidade. Os resultados experimentais de uma única espécie sob condições controladas nem sempre refletem as condições naturais e as comunidades de várias espécies.
O uso de locais de referência é comum ao definir a “saúde” idealizada de um ecossistema de água doce. Os locais de referência podem ser selecionados espacialmente, escolhendo locais com impactos mínimos de perturbação e influência humana. No entanto, as condições de referência também podem ser estabelecidas temporalmente com o uso de indicadores preservados, como válvulas de diatomáceas, pólen de macrófitas, quitina de insetos e escamas de peixes, que podem ser usados para determinar as condições anteriores à perturbação humana em grande escala. Essas condições de referência temporais geralmente são mais fáceis de reconstruir em águas paradas do que em águas em movimento, pois os sedimentos estáveis podem preservar melhor os materiais indicadores biológicos.

### Mudança climática
Os efeitos da mudança climática complicam muito e frequentemente exacerbam os impactos de outros fatores de estresse que ameaçam muitos peixes, invertebrados, fitoplâncton, e outros organismos. A mudança climática está aumentando a temperatura média dos corpos d'água e agravando outros problemas, como mudanças na composição do substrato, concentração de oxigênio e outras mudanças no sistema que têm efeitos em cascata sobre a biologia do sistema. As temperaturas da água já aumentaram em cerca de 1 °C, e reduções significativas na cobertura de gelo causaram estresses subsequentes no ecossistema.